# 크래쉬 (2004년 영화)
《크래쉬》(영어: Crash)는 캐나다의 감독 폴 해기스가 공동 각색, 제작하고 감독한 영화이다. 2004년 9월에 토론토 영화제에서 첫 상연되고 2005년에 전국적으로 개봉되었다. 이 영화는 로스앤젤레스에서의 인종과 사회 문제를 다루고 있고, 스스로 "열정이 담긴 작품"이라고 설명한 해기스는 실제 그의 경험에서 영감을 받아 이 영화를 제작하게 되었다고 말했다. 제78회 미국 아카데미 시상식에서 최우수 작품상, 각본상, 편집상을 수상하였다.

## 줄거리
로스앤젤레스에서 형사 그레이엄 워터스와 그의 파트너 리아는 김 리가 운전하는 차와 사소한 충돌에 휘말린다. 리아와 김 리는 인종차별적인 모욕을 주고받는다. 워터스는 나중에 이름이 알려지지 않은 사망한 아이의 시신이 발견된 범죄 현장에 도착한다. 영화는 그 후 48시간을 거슬러 올라가 이전 사건들을 추적한다.
두 젊은 흑인 남성인 앤서니와 피터는 지방 검사 릭 캐벗과 그의 아내 진의 차를 강탈한다. 남자들이 SUV를 타고 떠나면서 피터는 여행자의 수호성인인 성 크리스토포로스의 작은 조각상을 대시보드에 놓는다. 그들은 샌퍼낸도밸리 주차장에서 살인 사건을 조사하고 있는 워터스와 리아를 지나간다. 두 사람은 백인 위장 경찰인 콘클린 형사가 흑인 위장 경찰인 루이스 형사를 서로가 경찰관인 줄 모르고 쐈다는 것을 알게 된다.
집에서 캐벗은 차 강탈 사건으로 인해 재선에 실패할 수 있다고 비난한다. 왜냐하면 그가 누구 편을 들든, 그는 흑인 표나 법과 질서 표를 잃을 것이기 때문이다. 히스패닉 자물쇠공 다니엘 루이즈는 다니엘이 갱스터라고 의심하는 진이 자물쇠를 다시 바꾸라고 요구하는 것을 엿듣는다.
캐벗 부부의 도난당한 차량을 수색하던 존 라이언 경사는 부유한 흑인 부부인 TV 감독 캐머런 테이어와 그의 아내 크리스틴이 운전하는 SUV를 세운다. 라이언은 그 차량이 자신이 찾고 있는 차량이 아니라는 것을 알지만, 캐머런이 운전하는 동안 크리스틴이 그에게 펠라티오를 하는 것을 봤다는 주장을 하며 그 부부를 위협한다. 교통 정지 중 라이언은 크리스틴에게 몸수색을 하고 캐머런 앞에서 그녀를 성추행한다. 라이언의 젊은 파트너인 톰 핸슨 경관은 공포에 질려 지켜보지만 개입하지 않는다.
핸슨은 라이언의 행동을 보고하고 전근을 요청하기 위해 상사인 딕슨 중위에게 간다. 흑인인 딕슨은 핸슨에게 인종차별 불만이 자신의 경력에 해를 끼칠 것이라고 말하고 라이언의 행동을 언급하지 않는 조건으로 전근을 허락한다. 라이언은 건강 보험을 들 수 없는 아픈 아버지와 함께 사는 것으로 나타난다. 전화로 라이언은 자신이 대화하는 흑인 HMO 관리자에게 불만을 터뜨린다. 보험 조정관이 충분히 빨리 응답하지 않자 라이언은 적극적 우대조치 때문에 더 자격 있는 백인 남성들이 그녀의 직업을 얻지 못했다고 말하며 그녀의 능력을 모욕한다.
강탈당한 SUV에서 앤서니와 피터는 주차된 밴을 지나다가 아시아계 남성을 친다. 그들은 부상당한 남성을 데리고 병원 앞에 버려둔다. 한편, 리아와 연인 관계인 워터스는 리아가 멕시코가 자신의 출신 국가라는 무심한 발언을 하자 그녀와 말다툼을 벌인다. 리아는 화를 내며 자신의 아버지는 사실 푸에르토리코 출신이고 어머니는 엘살바도르 출신이라고 상기시킨다. 워터스는 나중에 그의 어머니를 방문하는데, 그녀는 그에게 실종된 남동생을 찾아달라고 부탁한다.
라이언은 나중에 교통사고와 전복된 차량을 발견한다. 승객을 구하려던 중 라이언은 크리스틴이 그녀임을 알아보고, 그녀는 이전 사건에서 그 경찰관을 알아보고 필사적으로 그의 도움을 거부한다. 라이언은 차량이 불덩이에 휩싸이기 직전에 그녀를 차 밖으로 끌어내는 데 성공한다. 크리스틴이 구급대원의 도움을 받고 있을 때, 그녀는 라이언을 응시한다.
워터스는 DA 직원 플래너건과의 회의에 소환되는데, 플래너건은 워터스에게 내사과가 콘클린을 투옥하려 한다고 말한다. 워터스는 루이스가 마약 거래에 연루되었을 가능성이 있다는 증거를 가지고 있지만, 플래너건은 워터스에게 캐벗의 수석 조사관 직책과 그의 동생의 전과 기록 삭제를 협력의 대가로 약속한다. 기자회견에서 워터스는 마지못해 살인 사건이 인종차별적인 동기였다고 확인한다.
앤서니와 피터는 또 다른 내비게이터를 강탈하는데, 그것은 우연히 캐머런의 것이었다. 캐머런은 반격하고 피터는 경찰차가 접근하기 전에 현장에서 도망친다. 캐머런과 앤서니는 차를 몰고 달아나고 경찰 추격전이 벌어지는데, 핸슨이 추격하는 경찰관 중 한 명이다. 경찰이 SUV를 붙잡았을 때 핸슨은 캐머런을 알아보고, 이전 교통 정지에 대한 후회로 캐머런이 경고로 풀려나도록 보증한다. 교환 중 숨어 있던 앤서니는 캐머런에 의해 버스 정류장에 내려진다.
그날 밤 핸슨이 퇴근했을 때, 그는 히치하이킹하는 피터를 태운다. 운전 중에 피터가 주머니에 손을 넣자 핸슨은 그가 총을 꺼내는 줄 알고 그를 쏜다. 피터는 죽은 채 쓰러지고, 그가 단지 성 크리스토포로스 조각상을 꺼내려 했다는 것이 밝혀진다. 핸슨은 시신을 수풀 속에 숨기고 자신의 차를 불태운다. 워터스와 리아는 나중에 현장에 도착하고, 시신이 워터스의 동생 피터라는 것이 밝혀진다. 워터스의 어머니는 피터의 죽음 때문에 그를 의절한다.
앤서니는 아까 그 흰 밴을 발견하는데, 열쇠가 아직 시동 장치에 꽂혀 있었다. 그는 밴을 훔쳐 해체 부품 판매점으로 가져가는데, 그곳에서 뒤에 캄보디아 이민자들이 쇠사슬에 묶여 있는 것이 발견된다. 그 밴은 김 리와 그녀의 남편(앤서니와 피터가 실수로 친 남자)의 것이었는데, 이는 그들이 인신매매에 연루되어 있었다는 것을 의미한다. 해체 부품 판매점 주인은 앤서니에게 이민자 한 명당 500달러를 제안하지만 앤서니는 거절한다. 캄보디아인들을 차이나타운으로 운전하여 풀어준 후, 그는 경미한 접촉사고 현장을 지나간다. 한 운전자는 라이언이 이전에 논쟁했던 보험 조정관이고, 다른 한 운전자는 아시아 남성이다. 운전자들 사이에 인종차별적인 모욕이 터져 나온다.

## 출연
- 샌드라 불럭 - 진
- 돈 치들 - 그레이엄
- 맷 딜런 - 라이언
- 제니퍼 에스포지토 - 리아
- 브렌던 프레이저 - 릭
- 테런스 하워드 - 카메론
- 루다크리스 - 앤서니
- 탠디 뉴턴 - 크리스틴
- 라이언 필립 - 핸슨
- 라렌즈 테이트 - 피터
- 마이클 페나 - 대니얼

## 한국판 성우진(KBS) (2007년 2월 25일)
- 정미숙 - 진(샌드라 불럭)
- 홍시호 - 릭(브렌던 프레이저)
- 이호인 - 그레이엄(돈 치들)
- 이재용 - 라이언(맷 딜런)
- 김정호 - 팔하드(션 터브) / 라이언의 아버지(브루스 커비)
- 함수정 - 리아(제니퍼 에스포지토) / 카렌(노나 게이)
- 김관진 - 대니얼(마이클 페나) / 보스(다토 박타드제)
- 차명화 - 크리스틴(탠디 뉴턴)
- 김혜미 - 샤니콰(로레타 드바인) / 그레이엄의 엄마(비버리 토드) / 엘리자베스(카리나 애로야브) / 최씨의 아내(알렉시스 리) / 가정부(요미 페리)
- 서문석 - 총포상(잭 맥기)
- 한호웅 - 피터(라렌즈 테이트) / 경찰관(빌리 갤로)
- 김소형 - 카메론(테렌스 하워드)
- 홍진욱 - 앤서니(루다크리스)
- 강구한 - 플래니건(윌리엄 피츠너) / 박씨(김대현) / 경찰관(키스 데이비드) / 최씨(그렉 박)
- 김우정 - 핸슨(라이언 필립) / 브루스(켄 가리토)
- 은미 - 도리(바하 수멕)